# Feline Kryptosporidiose
Die Feline Kryptosporidiose ist eine parasitäre Darmerkrankung bei Katzen. Auslöser sind die Einzeller Cryptosporidium felis oder Cryptosporidium parvum. Häufig liegt eine das Immunsystem schädigende Grunderkrankung wie die Katzenleukämie vor, aber es gibt auch schwere Verlaufsformen ohne Beeinträchtigung des Immunsystems. Die Erkrankung kommt weltweit vor, in den USA haben serologische Untersuchungen eine Befallsrate von etwa 15 % gezeigt.
Typisch sind immer wiederkehrende Durchfälle mit Flüssigkeitsverlust.
Die Behandlung ist, ähnlich wie bei der Kryptosporidiose des Menschen, schwierig. Paromomycin erwies sich zwar als wirksam, hat bei Katzen aber beträchtliche Nebenwirkungen und kann Nierenversagen auslösen.